# ニューデリー-ヴァーラーナシー・ヴァンデ・バーラト急行
ニューデリー-ヴァーラーナシー・ヴァンデ・バーラト急行（英語: New Delhi–Varanasi Vande Bharat Express）は、インドの急行列車の1つ。都市間長距離電車列車であるヴァンデ・バーラト急行のうち最初の列車として、2019年から営業運転を開始した。 

## 概要
「ヴァンデ・バーラト急行」は、インド国内で開発された長距離用電車を用いた列車種別である。そのうち最初に設定されたのは首都・ニューデリーに位置するニューデリー駅とヴァーラーナシーのヴァーラーナシー・ジャンクション駅を結ぶ系統で、2019年2月15日に出発式が行われた。所要時間は8時間で、同区間を結んでいた既存の列車から3時間という大幅な時間の短縮が実現している。運行開始当初は月曜日と木曜日を除いた週5日の運行であったが、改良型車両が導入された2023年3月以降は線路保守の都合で運休する木曜日を除いた週6日の運行に改められている。また、編成についても2024年9月以降それまでの16両編成から20両編成に変更されている。

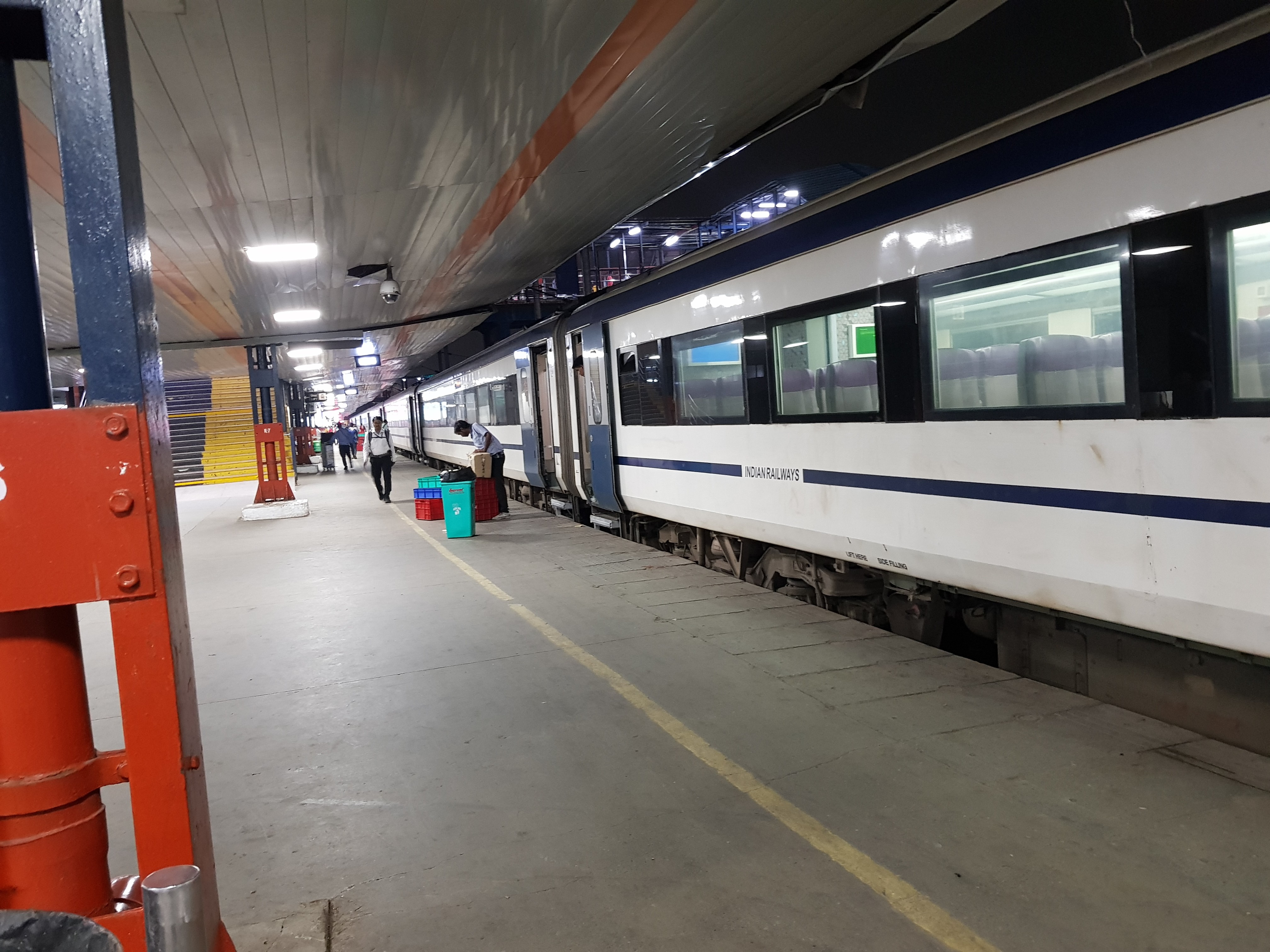
ニューデリー駅に停車する列車（2022年撮影）
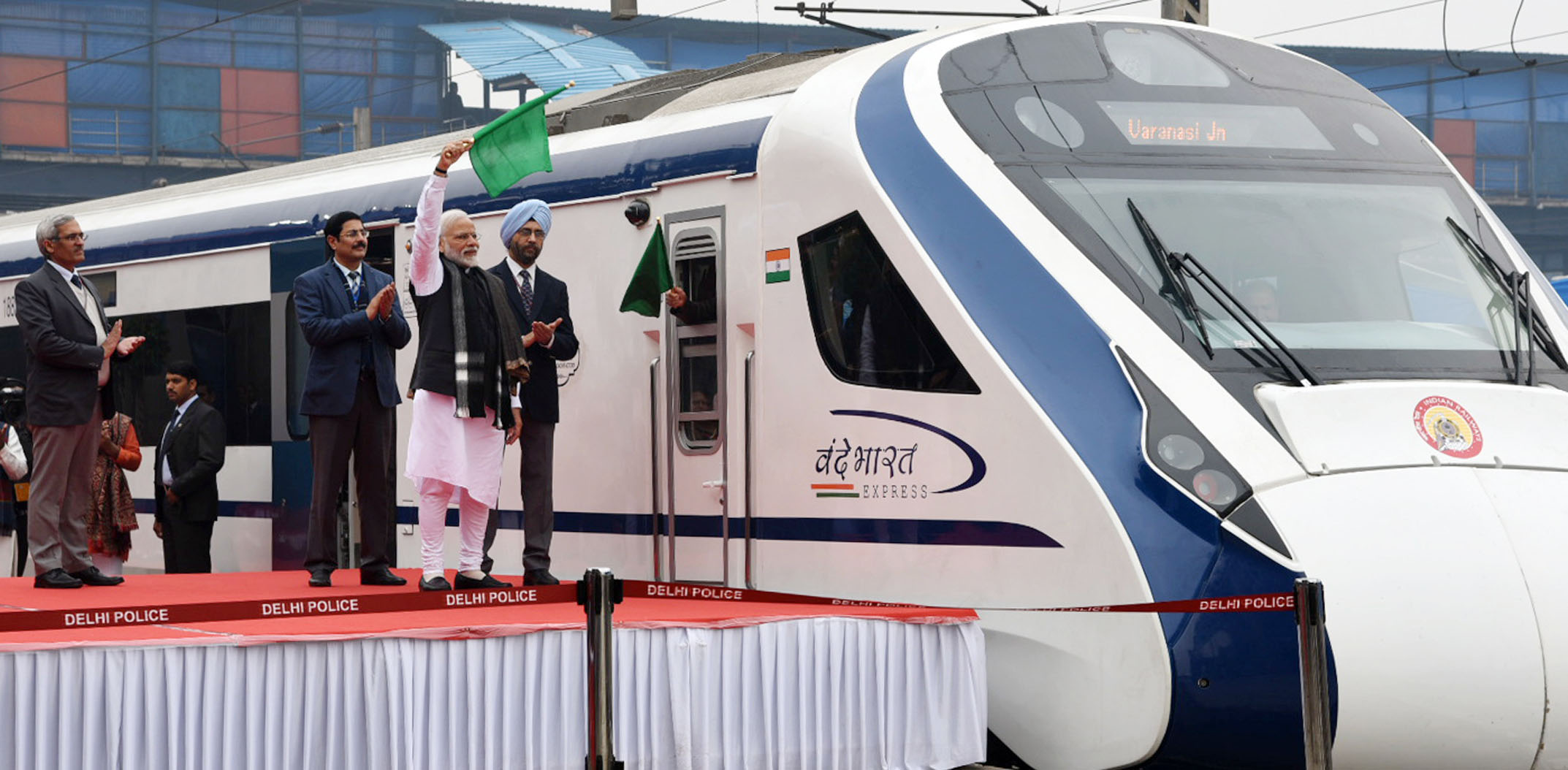
2019年に実施された出発式